# Korthalzja
Korthalzja, danan (Korthalsia Blume) – rodzaj roślin z rodziny arekowatych, czyli palm (Arecaceae). Obejmuje 26–28 gatunków. Rosną one w Azji Południowo-Wschodniej z centrum zróżnicowania w Malezji, gdzie występuje 25 gatunków. Zasięg całego rodzaju obejmuje na północy Półwysep Indochiński, Andamany i Nikobary, a na południu i wschodzie sięga po Celebes i Nową Gwineę. Rośliny te rosną w nizinnych lasach równikowych oraz w lasach na niższych obszarach górskich nie przekraczając wysokości 1000 m n.p.m. Rozdęte nasady liści tych palm są często zasiedlane przez agresywne mrówki Camponotus saundersi. Owady te chronią mszyce żerujące na tych roślinach, ale z drugiej strony odstraszają większych roślinożerców. Owocami korthlazji żywią się dzioborożce.
Są to pnącza o pędach bardzo trwałych i silnych, ale ich znaczenie użytkowe jest mniejsze niż podobnych palm z rodzaju kalamus z powodu konieczności usuwania trwałych pochew liściowych (odsłonięte pędy są szorstkie i matowe). Tym niemniej są one popularnie wykorzystywane w skali lokalnej, głównie do wyrobu mebli i w koszykarstwie. Całe pędy wykorzystywane są do wiązania pni podczas wyrębu, a materiał plecionkarski do wyrobu sznurów i delikatniejszych zastosowań uzyskuje się po rozdzieleniu pędów na sznurowate pasma. Są one stosowane do wiązania elementów konstrukcyjnych domostw, ale też do wyrobu precyzyjnych i ozdobnych przedmiotów rękodzieła (koszyczków, pojemników) oferowanych często turystom. Pędy wykorzystywane są także przez wędrowców, drwali i myśliwych jako źródło wody – obficie wypływa ona z pędów tych palm po odcięciu ich szczytowej części. Te silnie rozrastające się palmy bywają też sadzone jako ozdobne rośliny okrywowe (stosuje się w tej roli silnie przycinane okazy młodociane). 
Nazwa rodzaju upamiętnia holenderskiego botanika – Pietera Willema Korthalsa (1807–1892), który był badaczem flory Indonezji i dokumentował także rośliny z tego rodzaju.

## Morfologia
PokrójPnące palmy o pędach wyrastających kępiasto, długich (u K. rigida i  K. laciniosa do 75 m), sięgających koron drzew w lasach, często widlasto rozgałęzionych, co znamienne i rzadkie u palm – także w górnej ich części. Pędy bywają nagie, przynajmniej w dolnej części, często jednak okryte są trwałymi pochwami liściowymi.
LiścieLiczne, pierzastozłożone, skrętoległe. U nasady mają zamkniętą pochwę liściową u części gatunków przylegającą do pędu, u innych rozdętą, czasem sieciowato postrzępioną. Pochwy i osie liści są pokryte kolcami. Oś liścia wyciągnięta jest często (przynajmniej na dojrzałych liściach) w długą wić pokrytą haczykowatymi kolcami, służącą jako organ czepny. Poszczególne listki są wąsko lub szeroko rombowate, wokół wierzchołków wyraźnie piłkowane, od spodu zwykle srebrzystoszare. U niektórych gatunków liczba listków jest zredukowana do kilku, czasem tylko dwóch.
KwiatyKorthalzje to palmy monokarpiczne – na szczytach pędów rozwija się jednocześnie po maksymalnie 12 kwiatostanów wyrastających z kątów zwykle silnie zredukowanych liści, czasem przebijając się przez pochwę liściową, a po wydaniu owoców roślina zamiera. Kwiatostany są pojedynczo lub podwójnie podzielone, rzadko niepodzielone, pokryte gęsto rosnącymi i przylegającymi przysadkami, są zwykle brązowe i pokryte gęsto włoskami. Poszczególne kwiaty są obupłciowe i ułożone są gęsto i skrętolegle w obrębie kwiatostanu. Okwiat składa się z sześciu listków w trzech okółkach, z których zewnętrzne tworzą u nasady rurkę. Pręcików jest 6 do 9. Ich nitki są mięsiste, pylniki u różnych gatunków krótkie lub długie. Zalążnia kulista, trójkomorowa i z trzema zalążkami, zwieńczona wąskostożkowatą szyjką słupka.
OwoceKuliste, elipsoidalne lub jajowate, brązowe, pokryte dachówkowato nachodzącymi na siebie łuskami, zwykle jednonasienne, z mięsistym mezokarpem.

## Systematyka
Rodzaj klasyfikowany jest do monotypowego podplemienia Korthalsiinae z plemienia Calameae i podrodziny Calamoideae w obrębie arekowatych Arecaceae.
Wykaz gatunków
- Korthalsia angustifolia Blume
- Korthalsia bejaudii Gagnep. ex Humbert
- Korthalsia brassii Burret
- Korthalsia celebica Becc.
- Korthalsia cheb Becc.
- Korthalsia concolor Burret
- Korthalsia debilis Blume
- Korthalsia echinometra Becc. – korthalzja rotangowa, danan biczolistny
- Korthalsia ferox Becc.
- Korthalsia flagellaris Miq.
- Korthalsia furcata Becc.
- Korthalsia furtadoana J.Dransf.
- Korthalsia hispida Becc.
- Korthalsia jala J.Dransf.
- Korthalsia junghuhnii Miq.
- Korthalsia laciniosa (Griff.) Mart.
- Korthalsia lanceolata J.Dransf.
- Korthalsia merrillii Becc.
- Korthalsia minor A.J.Hend. & N.Q.Dung
- Korthalsia paucijuga Becc.
- Korthalsia rigida Blume
- Korthalsia robusta Blume
- Korthalsia rogersii Becc.
- Korthalsia rostrata Blume
- Korthalsia scaphigeroides Becc.
- Korthalsia scortechinii Becc.
- Korthalsia tenuissima Becc.
- Korthalsia zippelii Blume